# 金扫帚奖
中国电影金扫帚奖（英語：Gold broom awards for Chinese films）是由程青松主编之《青年电影手册》仿照美国的金酸莓奖所创办的奖项，旨在评选年度最差华语电影的奖项，一般于每年3月举行，颁发“最令人失望影片”（3部）、“最令人失望导演”（2名）、“最令人失望男女演员”等系列奖项，2012年起，颁奖典礼上同步颁发当年《青年电影手册》选出的“华语十佳”。金扫帚奖为华语电影史上首個为年度最差影片颁发并进行实体颁奖的评选活动。迄今为止，得奖者中仅有王宝强、毕志飞到现场领奖，陈乔恩则网络认领。

## 评选流程
由《青年电影手册》编辑部根据电影评分及观众口碑，在当年中国内地上映的所有院线电影中筛选出各奖项初选名单，评选结果由两轮投票产生，首先经过公众网络投票后产生提名名单，再由电影业者、文化评论人、媒体人等专业人士组成的评委会实名投票产生最终得奖者。

## 历届主要获奖者
注：人名后括号内的数字，表示该得奖者获得同一奖项的累积次数（2次以上标注）
| 届次              | 最令人失望影片                                              | 最令人失望导演                     | 最令人失望导演                     | 最令人失望编剧               | 最令人失望男演员                                                | 最令人失望女演员                               |
| 第一届 2009年度   | 《三枪拍案惊奇》 《南京！南京！》 《刺陵》                  | 张艺谋 《三枪拍案惊奇》            | 陆川 《南京！南京！》              | 不适用                       | 小沈阳 《三枪拍案惊奇》                                         | 林志玲 《刺陵》                                |
| 第二届 2010年度   | 《孔子》 《大笑江湖》 《非诚勿扰2》                         | 冯小刚 《非诚勿扰2》               | 胡玫 《孔子》                      | 不适用                       | 周立波 《唐伯虎点秋香2之四大才子》                              | 大S 《未来警察》、《剑雨》、《龙凤店》         |
| 第三届 2011年度   | 《战国》 《杨门女将之军令如山》 《关云长》                  | 高晓松 《大武生》                  | 陈勋奇 《杨门女将之军令如山》      | 不适用                       | 孙红雷 《战国》                                                 | 张柏芝 《杨门女将之军令如山》《无价之宝》      |
| 第四届 2012年度   | 《血滴子》 《河东狮吼2》 《王的盛宴》                       | 马伟豪 《河东狮吼2》               | 陆川（2） 《王的盛宴》             | 不适用                       | 小沈阳（2） 《河东狮吼2》                                       | 杨幂 《大武当之天地密码》 《hold住爱》         |
| 第五届 2013年度   | 《富春山居图》 《小时代》系列 《私人订制》                  | 孙健君 《富春山居图》              | 郭敬明 《小时代》                  | 王朔 《私人订制》            | 杜海涛 《快乐到家》《我为相亲狂》                               | 景甜 《特殊身份》《警察故事2013》              |
| 第六届 2014年度   | 《白发魔女传之明月天国》 《小时代3：刺金时代》 《分手大师》 | 张之亮 《白发魔女传之明月天国》    | 郭敬明（2） 《小时代3：刺金时代》  | 郭敬明 《小时代3：刺金时代》 | 甄子丹 《冰封：重生之门》《西游记之大闹天宫》                   | 杨幂（2） 《小时代3：刺金时代》《分手大师》    |
| 第七届 2015年度   | 《栀子花开》 《从天“儿”降》 《恶棍天使》                    | 何炅 《栀子花开》                  | 魏楠、魏民 《从天“儿”降》          | 俞白眉 《恶棍天使》          | 邓超 《恶棍天使》                                               | 杨幂（3） 《小时代4：灵魂尽头》 《何以笙萧默》 |
| 第八届 2016年度   | 《封神傳奇》 《澳門風雲3》 《擺渡人》                       | 王晶 《澳门风云3》 《王牌逗王牌》  | 刘镇伟 《大话西游3》               | 张嘉佳、王家卫 《摆渡人》    | 吳亦凡 《爵迹》 《致青春·原来你还在这里》 《夏有乔木雅望天堂》  | 景甜（2） 《长城》                             |
| 第九届 2017年度   | 《三生三世十里桃花》 《大闹天竺》 《纯洁心灵·逐梦演艺圈》   | 毕志飞 《纯洁心灵·逐梦演艺圈》     | 王宝强 《大闹天竺》                | 束焕、丁丁 《大闹天竺》      | 郑恺 《临时演员》《降魔传》                                     | 刘亦菲 《三生三世十里桃花》《烽火芳菲》        |
| 第十届 2018年度   | 《爱情公寓》 《祖宗十九代》 《李茶的姑妈》                  | 郭德纲 《祖宗十九代》              | 黄真真 《闺蜜2》                   | 邹杰、汪远 《爱情公寓》      | 岳云鹏 《祖宗十九代》                                           | 娄艺潇 《爱情公寓》                            |
| 第十一届 2019年度 | 《上海堡垒》 《诛仙Ⅰ》 《下一任：前任》                     | 滕华涛 《上海堡垒》                | 程小东 《诛仙Ⅰ》                   | 滕华涛、韩景龙 《上海堡垒》  | 肖战 《诛仙Ⅰ》                                                  | 孟美岐 《诛仙Ⅰ》                               |
| 第十二届 2020年度 | 《喜宝》 《荞麦疯长》 《月半爱丽丝》                        | 郭敬明（3） 《晴雅集》《冷血狂宴》 | 徐展雄 《荞麦疯长》                | 王丹阳、徐璐璐 《喜宝》      | 李现 《抵达之谜》《赤狐书生》 黄景瑜 《荞麦疯长》《月半爱丽丝》 | 郭采洁 《喜宝》《冷血狂宴》                    |
| 第十三届 2021年度 | 《日不落酒店》 《图兰朵：魔咒缘起》 《李茂扮太子》          | 包贝尔 《阳光姐妹淘》              | 郑晓龙 《图兰朵：魔咒缘起》        | 高可、杨晓明 《李茂扮太子》  | 常远 《李茂扮太子》                                             | 马丽 《测谎人》《李茂扮太子》                  |
| 第十四届 2022年度 | 《十年一品溫如言》                                          | 趙非 《十年一品溫如言》            | 趙非 《十年一品溫如言》            | 焦婷婷 《十年一品溫如言》    | 丁禹兮 《十年一品溫如言》                                       | 任敏 《十年一品溫如言》 《我是真的讨厌异地恋》 |
| 第十五届 2023年度 | 《超能一家人》 《倍儿喜欢你》 《可不可以不要离开我》        | 宋阳《超能一家人》                 | 王子鸣、萧飞《可不可以不要离开我》 | 郭大雷《倍儿喜欢你》         | 艾伦《超能一家人》                                              | 陈乔恩《可不可以不要离开我》                   |

## 历届详情

### 第一届
首届金扫帚奖颁奖典礼于2010年1月30日在北京举行：
| 獎項             | 得主                                                |
| ---------------- | --------------------------------------------------- |
| 最令人失望影片   | 《三枪拍案惊奇》 《南京！南京！》 《刺陵》          |
| 最令人失望导演   | 张艺谋（《三枪拍案惊奇》） 陆川（《南京！南京！》） |
| 最令人失望男演员 | 小沈阳（《三枪拍案惊奇》）                          |
| 最令人失望女演员 | 林志玲（《刺陵》）                                  |

### 第二届
第二届金扫帚奖颁奖典礼于2011年2月22日在北京举行：
| 獎項                     | 得主                                      |
| ------------------------ | ----------------------------------------- |
| 最令人失望影片           | 《孔子》 《大笑江湖》 《非诚勿扰2》       |
| 最令人失望导演           | 冯小刚（《非诚勿扰2》） 胡玫（《孔子》）  |
| 最令人失望男演员         | 周立波（《唐伯虎点秋香2》、《龙凤店》）   |
| 最令人失望女演员         | 大S（《未来警察》、《剑雨》、《龙凤店》） |
| 最令人失望广告植入影片奖 | 《唐山大地震》                            |

### 第三届
第三届金扫帚奖颁奖典礼于2012年3月3日在北京举行：
| 獎項                       | 得主                                                               |
| -------------------------- | ------------------------------------------------------------------ |
| 最令人失望影片             | 《战国》 《杨门女将之军令如山》 《关云长》                         |
| 最令人失望中小成本影片     | 《B区32号》 《堵车》                                               |
| 最令人失望影片评委会特别奖 | 《金陵十三钗》                                                     |
| 最令人失望导演             | 高晓松（《大武生》） 陈勋奇（《杨门女将之军令如山》）              |
| 最令人失望男演员           | 孙红雷（《战国》）                                                 |
| 最令人失望女演员           | 张柏芝（《杨门女将之军令如山》、《无价之宝》）                     |
| 最令人失望集体表演         | 陈奕迅、莫文蔚、钟镇涛、黄奕、郑伊健、谭维维等（《东成西就2011》） |
| 最令人失望动画片           | 《西柏坡》                                                         |
| 最令人失望引进片           | 《青蜂侠》                                                         |

### 第四届
第四届金扫帚奖颁奖典礼于2013年3月3日在北京举行。《疯狂的蠢贼》制片人李明阳到场领奖并发言，是该奖创立以来首次有获奖者到场领奖。
- 最令人失望影片:《血滴子》、《河东狮吼2》、《王的盛宴》
  - 提名：《大武当之天地密码》、《一八九四‧甲午大海战》、《大魔术师》、《钱学森》、《黄金大劫案》、《画皮2》、《搜索》、《白鹿原》、《影子爱人》、《四大名捕》、《听风者》、《铜雀台》、《危险关系》、《太极1从零开始》、《一九四二》、《大上海》、《十二生肖》
- 最令人失望中小成本影片：《疯狂的蠢贼》、《车在囧途》
  - 提名：《稍安勿躁》、《恐怖旅馆》、《绣花鞋》、《Hold住爱》、《饭局也疯狂》、《双城计中计》、《一夜成名》、《情谜》、《追凶》、《地域无门》、《笔仙惊魂》、《百万巨鳄》、《十二星座离奇事件》、《匹夫》、《拳皇》、《男人如衣服》、《新妈妈再爱我一次》、《美男计》
- 最令人失望导演：马伟豪《河东狮吼2》、陆川《王的盛宴》
  - 提名：叶伟民《绣花鞋》、刘伟强《血滴子》、王晶《大上海》、冯小宁《一八九四‧甲午大海战》、宁浩《黄金大劫案》、冯小刚《一九四二》、成龙《十二生肖》
- 最令人失望男演员：小沈阳《河东狮吼2》
  - 提名：赵文卓《大武当之天地密码》、 任贤齐《双城计中计》、 郭德纲《车在囧途》、 吴镇宇《疯狂的蠢贼》、 刘桦（《饭局也疯狂》、《一夜成名》）、 余文乐《情谜》、 刘恺威《Hold住爱》
- 最令人失望女演员：杨幂(《大武当之天地密码》、《Hold住爱》)
  - 提名：张柏芝（《河東獅吼2》、《危险关系》）、景甜（《影子愛人》、《新媽媽再愛我一次》）、柳岩（《二星座离奇事件》、《嫁给100分男人》）、李宇春《血滴子》、章子怡《危险关系》、陈冲《稍安勿躁》、姚星彤《十二生肖》

### 第五届[11]
一.最令人失望影片：《小时代1、2》、《富春山居图》、《私人订制》
- 入围前10位：《小时代1、2》、《富春山居图》、《私人订制》、《不二神探》、《宫锁沉香》、《特殊身份》、《白狐》、《越来越好之村晚》、《非常幸运》、《在一起》
- 初选不入围：《四大名捕2》、《神奇》、《笑功震武林》、《中国合伙人》、《冲锋战警》、《忠烈杨家将》、《心战》、《同谋》、《控制》、《厨子戏子痞子》

二.最令人失望中小成本电影：《快乐到家》、《孤岛惊魂2》、《我为相亲狂》
- 入围前10位：《快乐到家》、《孤岛惊魂2》、《我为相亲狂》、《校花诡异事件》、《我的男男男朋友》、《笔仙2》、《绑架大明星》、《百万爱情宝贝》、《枕边有张脸》、《甜心巧克力》
- 初选不入围：《粉红女郎》、《疯狂的导演》、《时光恋人》、《铁血娇娃》、《功夫战斗机》、《猎仇者》、《午夜火车》、《午夜微博》、《鬼魇》、《绑架大明星》、《夏日示爱》

三.最令人失望导演：郭敬明（小时代1、2）
- 入围前5位：郭敬明（小时代1、2）、冯小刚 （私人定制）、傅华阳（快乐家族、铁血家族）、王晶（笑功震武林）、孙建君（富春山居图）
- 初选不入围：王子鸣（不二神探）、牛朝阳（白狐）、罗耀良（在一起、特殊身份）、宋阳（疯狂的导演）、关尔（校花诡异事件）

四.最令人失望编剧：王朔（私人定制）
- 入围前3位：于正（宫锁沉香）、郭敬明（小时代1、2）、王朔（私人定制）
- 初选不入围：孙建君（富春山居图）、张炭（不二神探）、牛朝阳（白狐）、伍宗德（粉红女郎）、牛朝杰（枕边有张脸）

五.最令人失望男演员：杜海涛（快乐家族、我为相亲狂）
- 入围前3位：杜海涛（快乐家族、我为相亲狂）、刘德华（富春山居图）、甄子丹（特殊身份、在一起）
- 初选不入围：李连杰（不二神探）、张智霖（白狐）、陈晓（宫锁沉香）、陈学冬（小时代1、2）、马天宇（百万爱情宝贝）

六.最令人失望女演员：景甜（特殊身份、警察故事2013）
- 入围前3位：杨幂（小时代1、2）、景甜（特殊身份、警察故事2013）、陈妍希（不二神探、在一起）
- 初选不入围：林志玲（富春山居图、甜心巧克力）、阿娇（白狐）、彭丹（南泥湾）、阿雅（粉红女郎）

### 第六届[12]
第六届金扫帚奖颁奖典礼于2015年3月16日在北京举行。
一.最令人失望影片：《白发魔女传之明月天国》、《小时代3：刺金时代》、《分手大师》
- 入围前10位：《小时代3：刺金时代》、《分手大师》、《白发魔女传之明月天国》、《西游记之大闹天宫》、《太平轮(上)》、《匆匆那年》、《京城81号》、《一生一世》、《冰封：重生之门》、《闺蜜》

二.最令人失望中小成本电影：《爸爸去哪儿》、《大话天仙》、《整容日记》
- 入围前10位：《爸爸去哪儿》、《大寒桃花开》、《大话天仙》、《整容日记》、《校花驾到之极品校花》、《女生宿舍》、《笔仙惊魂3》、《床下有人2》、《特工艾米拉》、《洋妞到我家》

三.最令人失望导演： 张之亮《白发魔女传之明月天国》、郭敬明《小时代3：刺金时代》
- 入围前5位：郭敬明《小时代3：刺金时代》、张之亮《白发魔女传之明月天国》、邓超、俞白眉《分手大师》、刘镇伟《大话天仙》、罗永昌《冰封：重生之门》

四.最令人失望编剧：郭敬明《小时代3：刺金时代》
- 入围前5位：郭敬明《小时代3：刺金时代》、康桥、王冰《白发魔女传之明月天国》、俞白眉《分手大师》、彭锴、王伟红等《爸爸去哪儿》、王九九、郭梦昕《露水红颜》

五.最令人失望男演员：甄子丹《冰封：重生之门》《西游记之大闹天宫》
- 入围前5位：甄子丹《冰封：重生之门》《西游记之大闹天宫》、陈学冬《小时代3：刺金时代》《坏姐姐之拆婚联盟》、黄晓明《白发魔女传之明月天国》、谢霆锋《一生一世》《澳门风云》、郑中基《大话天仙》

六.最令人失望女演员：杨幂《小时代3：刺金时代》《分手大师》
- 入围前5位：刘亦菲《露水红颜》《四大名捕大结局》、刘诗诗《深夜前的五分钟》、杨幂《小时代3：刺金时代》《分手大师》、白百何《整容日记》、Angelababy《黄飞鸿之英雄有梦》

### 第七届
第七届金扫帚奖颁奖典礼于2016年3月20日在北京举行。
一.最令人失望影片（10选3）：何炅《栀子花开》、魏楠/魏民《从天“儿”降》、邓超/俞白眉《恶棍天使》
- 入选：陆川《九层妖塔》、陈国辉《新娘大作战》《怦然星动》、郭敬明《小时代4：灵魂尽头》、叫兽易小星《万万没想到》、杨文军/黄斌《何以笙箫默》、十庆《王朝的女人·杨贵妃》、叶伟信/邹凯光《冲上云霄》

二.最令人失望中小成本影片（10选3）：《奔跑吧兄弟》、《爸爸去哪儿2》、《爱我就陪我看电影》
- 入选：《爸爸的假期》、《新步步惊心》、《张震讲故事之鬼迷心窍》、《有种你爱我》、《既然青春留不住》、《宅女侦探桂香》、《土豪520》

三.最令人失望导演（5选2）：何炅《栀子花开》、魏楠/魏民《从天“儿”降》
- 入选：邓超、俞白眉《恶棍天使》、陆川《九层妖塔》、郭敬明《小时代4:灵魂尽头》

四.最令人失望编剧提名名单（5选1）：俞白眉《恶棍天使》
- 入选：陆川《九层妖塔》、李茜 等《从天“儿”降》、傲立 等《栀子花开》、泳群 等《何以笙箫默》

五.最令人失望男演员：邓超《恶棍天使》
- 入选：郑恺《前任攻略2》《有种你爱我》、张翰《既然青春留不住》《张震讲故事之鬼迷心窍》、陈学冬《从天“儿”降》《小时代4》、包贝尔《港囧》《我的青春期》

六.最令人失望女演员：杨幂《小时代4：灵魂尽头》《何以笙箫默》
- 入选：Angelababy《新娘大作战》《奔跑吧兄弟》、李小璐《从天“儿”降》《消失的凶手》、范冰冰《王朝的女人·杨贵妃》、孙俪《恶棍天使》

### 第八届
第八届金扫帚奖颁奖典礼于2017年3月19日在北京举行。
一.最令人失望影片：《封神传奇》 、《澳门风云3》 、 《摆渡人》
- 提名：爵迹 · 澳门风云3 · 封神传奇 · 大话西游3 · 长城 · 摆渡人 · 致青春·原来你还在这里 · 王牌逗王牌 · 微微一笑很倾城 · 夏有乔木雅望天堂
  - 入选：1.澳门风云3 · 2.封神传奇 · 3.爵迹 · 4.长城 · 5.摆渡人 · 6.致青春·原来你还在这里 · 7.王牌逗王牌 · 8.梦想合伙人 · 9.大话西游3 · 10.铁道飞虎 · 11.消失爱人 · 12.谋杀似水年华 · 13.奔爱 · 14.魔宫魅影 · 15.盗墓笔记 · 16.我最好朋友的婚礼 · 17.夏有乔木雅望天堂 · 18.从你的全世界路过 · 19.我的战争 · 20.微微一笑很倾城 · 21.惊天破 · 22.绝地逃亡 · 23.赏金猎人 · 24.卧虎藏龙：青冥宝剑

二.最令人失望中小成本影片：《我的新野蛮女友》、《极限挑战之皇家宝藏》、《致我们终将到来的爱情》
- 提名：极限挑战之皇家宝藏 · 致我们终将到来的爱情 · 我的新野蛮女友 · 一念天堂 · 708090之深圳恋歌 · 过年好 · 喜乐长安 · 真相禁区 · 半熟少女 · 睡在我上铺的兄弟
  - 入选：1.极限挑战之皇家宝藏 · 2.一念天堂 · 3.过年好 · 4.真相禁区 · 5.致我们终将到来的爱情 · 6.708090之深圳恋歌 · 7.喜乐长安 · 8.半熟少女 · 9.睡在我上铺的兄弟 · 10.我的新野蛮女友 · 11.夜孔雀 · 12.钢刀 · 13.记忆碎片 · 14所以……和黑粉结婚了 · 15.张震讲故事之合租屋 · 16.泡沫之夏 · 17.宝贝当家 · 18.那件疯狂的小事叫爱情 · 19.在世界中心呼唤爱 · 20.外公芳龄3 · 21.28岁未成年 · 22.古曼

三.最令人失望导演：王晶 《澳门风云3》 、《王牌逗王牌》；刘镇伟 《大话西游3》
- 提名：王晶：《澳门风云3》、《王牌逗王牌》 · 郭敬明：《爵迹》 · 刘镇伟：《大话西游3》 · 赵根植：《我的新野蛮女友》 · 黄真真：《消失爱人》
  - 入选：1.王晶：《澳门风云3》《王牌逗王牌》 · 2.郭敬明：《爵迹》 · 3.张艺谋：《长城》 · 4.黄真真：《消失爱人》 · 5.刘镇伟：《大话西游3》 · 6.赵根植：《我的新野蛮女友》 · 7.彭顺：《我的战争》 · 8.丁晟：《铁道飞虎》 · 9.张太维：《梦想合伙人》 · 10.陈果：《谋杀似水年华》

四.最令人失望编剧：张嘉佳、王家卫 《摆渡人》
- 提名： 郭敬明《爵迹》 ·  张嘉佳、王家卫：《摆渡人》 · 王晶：《澳门风云3》、《王牌逗王牌》、《宝贝当家》 ·  黄真真、侯颖桁、 郑善瑜 、杜光庭：《消失爱人》 ·  辛夷坞、周拓如：《致青春·原来你还在这里》 [16]
  - 入选：1.郭敬明：《爵迹》 · 2.黄真真、侯颖桁、郑善瑜等：《消失爱人》 · 3.马克思·布鲁克斯、爱德华·兹威克等：《长城》 · 4.南派三叔、杜俊、孙武等：《盗墓笔记》 · 5.张嘉佳、王家卫：《摆渡人》 · 6.王晶：《澳门风云3》《王牌逗王牌》《宝贝当家》 · 7.辛夷坞、周拓如：《致青春·原来你还在这里》 · 8.闫凤祥：《梦想合伙人》 · 9.张嘉佳：《从你的全世界路过》 · 10.张炭、张志光、孙子荣：《封神传奇》

五.最令人失望男演员：吴亦凡《爵迹》 、《致青春·原来你还在这里》 、《夏有乔木 雅望天堂》
- 提名： 吴亦凡：《夏有乔木雅望天堂》、《爵迹》、《致青春·原来你还在这里》 · 陈学冬：《爵迹》、《高跟鞋先生》 · 谢霆锋：《惊天破》、《那件疯狂的小事叫爱情》 · 王俊凯：《长城》 · 鹿晗：《盗墓笔记》
  - 入选：1.陈学冬：《爵迹》、《高跟鞋先生》 · 2.刘德华：《澳门风云3》、《王牌逗王牌》、《长城》 · 3.吴亦凡：《夏有乔木雅望天堂》、《爵迹》、《致青春·原来你还在这里》 · 4.成龙：《铁道飞虎》、《绝地逃亡》 · 5.霍建华：《28岁未成年》、《真相禁区》 · 6.谢霆锋：《惊天破》、《那件疯狂的小事叫爱情》 · 7.鹿晗：《盗墓笔记》 · 8.梁朝伟：《摆渡人》 · 9.杨洋：《从你的全世界路过》10.王俊凯：《长城》

六.最令人失望女演员：景甜 《长城》
- 提名：景甜：《长城》 ·  宋茜：《我的新野蛮女友》、《我最好朋友的婚礼》 · 李宇春：《澳门风云3》 · 倪妮：《28岁未成年》、《勇士之门》 · 刘亦菲：《致青春·原来你还在这里》、《夜孔雀》[17]
  - 入选：1.景甜：《长城》 · 2.李宇春：《澳门风云3》 · 3.杜鹃：《从你的全世界路过》、《摆渡人》 · 4.刘亦菲：《致青春·原来你还在这里》、《夜孔雀》 · 5.倪妮：《28岁未成年》、《勇士之门》 · 6.宋茜：《我的新野蛮女友》、《我最好朋友的婚礼》 · 7.唐嫣：《大话西游3》、《赏金猎人》 · 8.范冰冰：《爵迹》、《封神传奇》 · 9.杨颖：《谋杀似水年华》、《封神传奇》 · 10.张雨绮：《蒸发太平洋》、《美人鱼》

七、年度最令人失望新导演：张嘉佳 《摆渡人》
- 提名：张嘉佳：《摆渡人》 · 许安：《封神传奇》 · 周拓如：《致青春·原来你还在这里》
  - 入選：1.许安：《封神传奇》 · 2.张嘉佳：《摆渡人》 · 3.周拓如：《致青春·原来你还在这里》 · 4.竹卿：《喜乐长安》 · 5.张末：《28岁未成年》 · 6.吴品儒：《惊天破》

八、年度最令人失望集体表演：《澳门风云3》：周润发、刘德华、张家辉、张学友、余文乐、李宇春、刘嘉玲等
- 提名： 《澳门风云3》：周润发、刘德华、张家辉、张学友、余文乐、李宇春、刘嘉玲等 · 《爵迹》：范冰冰、吴亦凡、陈学冬、陈伟霆、郭采洁、杨幂、林允等 ·  《大话西游3》：韩庚、唐嫣、吴京、莫文蔚、张超等
  - 入選：1.《澳门风云3》：周润发、刘德华、张家辉、张学友、余文乐、李宇春、刘嘉玲等  · 2.《摆渡人》：梁朝伟、金城武、陈奕迅、杨颖、张榕容、杜鹃、熊黛林等 · 3.《大话西游3》：韩庚、唐嫣、吴京、莫文蔚、张超等 · 4.《封神传奇》：李连杰、范冰冰、黄晓明、杨颖、古天乐、文章、向佐等 · 5.《爵迹》：范冰冰、吴亦凡、陈学冬、陈伟霆、郭采洁、杨幂、林允等 · 6.《梦想合伙人》：姚晨、唐嫣、郝蕾、郭富城、李晨等 · 7.《铁道飞虎》：成龙、黄子韬、王凯、王大陆、桑平、吴永伦等 · 8.《王牌逗王牌》：刘德华、黄晓明、王祖蓝、胡然、欧阳娜娜、谢依霖等

### 第九届
第九届金扫帚奖于1月9日推出初选名单，本届取消了“最令人失望中小成本影片”的评选，3月提名名单出炉。颁奖典礼于2018年3月26日在北京举行。
一、最令人失望影片：《三生三世十里桃花》 · 《大闹天竺》 · 《纯洁心灵·逐梦演艺圈》
- 提名：《纯洁心灵·逐梦演艺圈》 · 《妖铃铃》 · 《奇门遁甲》 · 《麻烦家族》 · 《三生三世十里桃花》 · 《东北往事之破马张飞》 · 《大闹天竺》 · 《青禾男高》 · 《降魔传》 · 《鲛珠传》
  - 初选：《纯洁心灵·逐梦演艺圈》 · 《三生三世十里桃花》 · 《降魔传》 · 《大闹天竺》 · 《麻烦家族》 · 《京城81号2》 · 《东北往事之破马张飞》 · 《决战食神》 · 《追捕》 · 《指甲刀人魔》 · 《毒。诫 》 · 《临时演员》 · 《李雷和韩梅梅》 · 《疯岳撬佳人》 · 《欢乐喜剧人》 · 《悟空传》 · 《抢红》 · 《奇门遁甲》 · 《青禾男高》 · 《鲛珠传》 · 《妖铃铃》 · 《逆时营救》 · 《中国推销员》 · 《密战》 · 《推理笔记》 · 《这就是命》 · 《美容针》 · 《天生不对》 · 《一万公里的约定》 · 《游戏规则》 · 《心理罪》 · 《合约男女》 · 《喵星人》 · 《机器之血》 · 《傲娇与偏见》 · 《仙球大战》 · 《兄弟别闹》 · 《不期而遇》 · 《秘果》 · 《解忧杂货店》

二、最令人失望导演：毕志飞(《纯洁心灵·逐梦演艺圈》) · 王宝强(《大闹天竺》)
- 提名：毕志飞(《纯洁心灵·逐梦演艺圈》) · 钟少雄(《密战》、《疯岳撬佳人》、《降魔传》) · 王晶(《降魔传》) · 黎继强(《欢乐喜剧人》) · 王宝强(《大闹天竺》) · 赵小丁、安东尼·拉默里纳拉(《三生三世十里桃花》)
  - 初选：毕志飞(《纯洁心灵·逐梦演艺圈》) · 钟少雄(《密战》、《疯岳撬佳人》、《降魔传》) · 王晶(《降魔传》) · 王宝强(《大闹天竺》) · 黄磊(《麻烦家族》) · 袁和平(《奇门遁甲》) · 郭大雷(《东北往事之破马张飞》) · 赵小丁、安东尼·拉默里纳拉(《三生三世十里桃花》) · 吴宇森(《追捕》) · 吴君如(《妖铃铃》) · 刘镇伟(《仙球大战》) · 黎继强(《欢乐喜剧人》) · 陈木胜(《喵星人》) · 黎明(《抢红》) · 张立嘉(《机器之血》)

三、最令人失望编剧：束焕、丁丁(《大闹天竺》)
- 提名：毕志飞(《纯洁心灵·逐梦演艺圈》) · 李晗/刘晗/麦灵/张亚亮/唐七(《三生三世十里桃花》) · 张炭(《鲛珠传》、《密战》) · 张子栋、熊山君、毕成功、黎明(《抢红》)) · 束焕、丁丁(《大闹天竺》)
  - 初选：毕志飞(《纯洁心灵·逐梦演艺圈》) · 李晗/刘晗/麦灵/张亚亮/唐七(《三生三世十里桃花》) · 张炭(《鲛珠传》、《密战》) · 张子栋/熊山君/毕成功/黎明(《抢红》) · 束焕/丁丁(《大闹天竺》) · 郭大雷/熊嘉南/郭渊敏/吴中全/刘宇(《东北往事之破马张飞》) · 肖李任颐/杨永春/陈林/骆平(《李雷和韩梅梅》) · 徐克 /魏君子/杨秉佳/许少飞 (《奇门遁甲》) · 陈庆嘉/陈嘉上/阮世生/江良至/ 顾在林/王思敏/叶沛洁(《追捕》) · 王晶/钟少雄/黎继强(《降魔传》) · 严东旭(《欢乐喜剧人》) · 蒋卓原(《青禾男高》)

四、最令人失望男演员：郑恺(《临时演员》、《降魔传》)
- 提名：郑恺(《临时演员》、《降魔传》) · 王大陆(《鲛珠传》)) · 陈学冬(《巨额来电》)) · 王迅(《这就是命》《东北往事之破马张飞》) · 黄子韬(《游戏规则》)
  - 初选：郑恺(《临时演员》、《降魔传》) · 陈学冬(《巨额来电》) · 杨洋(《三生三世十里桃花》) · 王大陆(《鲛珠传》) · 李易峰(《心理罪》) · 大鹏(《奇门遁甲》) · 贾乃亮(《东北往事之破马张飞》) · 王迅(《这就是命》《东北往事之破马张飞》 · 黄子韬(《游戏规则》) · 岳云鹏(《疯岳撬佳人》、《欢乐喜剧人》) · 郭德纲(《欢乐喜剧人》、《我要幸福》) · 罗志祥(《机器之血》) · 何炅(《仙球大战》) · 霍建华(《逆时营救》)

五、最令人失望女演员：刘亦菲(《三生三世十里桃花》、《烽火芳菲》)
- 提名：刘亦菲(《三生三世十里桃花》、《烽火芳菲》) · 杨幂(《逆时营救》《绣春刀2：修罗战场》)) · 赵丽颖(《密战》)) · 欧阳娜娜(《机器之血》)) · 张雨绮(《降魔传》《不期而遇》)
  - 初选：刘亦菲(《三生三世十里桃花》《烽火芳菲》) · 杨幂(《逆时营救》《绣春刀2：修罗战场》) · 张雨绮(《降魔传》《不期而遇》) · 倪妮(《悟空传》《奇门遁甲》) · 景甜(《青禾男高》) · 赵丽颖(《密战》) · 张天爱(《鲛珠传》) · 古力娜扎(《游戏规则》) · 袁姗姗(《疯岳撬佳人》) · 迪丽热巴(《傲娇与偏见》) · 欧阳娜娜(《机器之血》) · 唐嫣(《决战食神》)

### 第十一届
第十一届金扫帚奖获奖名单于6月29日公布。
| 獎項             | 得主                                        |
| ---------------- | ------------------------------------------- |
| 最令人失望影片   | 《上海堡垒》 《诛仙 Ⅰ》 《下一任：前任》    |
| 最令人失望导演   | 滕华涛（《上海堡垒》） 程小东（《诛仙 Ⅰ》） |
| 最令人失望编剧   | 滕华涛、韩景龙（《上海堡垒》）              |
| 最令人失望男演员 | 肖战（《诛仙Ⅰ》）                           |
| 最令人失望女演员 | 孟美岐（《诛仙Ⅰ》）                         |

### 第十二届
第十二届金扫帚奖颁奖典礼于2021年3月28日在北京举行。
| 獎項             | 得主                                                                      |
| ---------------- | ------------------------------------------------------------------------- |
| 最令人失望影片   | 《喜宝》 《荞麦疯长》 《月半爱丽丝》                                      |
| 最令人失望导演   | 郭敬明（《晴雅集》、《冷血狂宴》） 徐展雄（《荞麦疯长》）                 |
| 最令人失望编剧   | 王丹阳、梁璐璐（《喜宝》）                                                |
| 最令人失望男演员 | 李现（《抵达之迷》、《赤狐书生》） 黄景瑜（《荞麦疯长》、《月半爱丽丝》） |
| 最令人失望女演员 | 郭采洁（《喜宝》《冷血狂宴》）                                            |

### 第十三届
第十三届金扫帚奖颁奖典礼于2022年7月27日在北京举行。本届金扫帚奖无人到场领奖。
| 獎項             | 得主                                                    |
| ---------------- | ------------------------------------------------------- |
| 最令人失望影片   | 《日不落酒店》 《图兰朵：魔咒缘起》 《李茂扮太子》      |
| 最令人失望导演   | 包贝尔（《阳光姐妹淘》） 郑晓龙（《图兰朵：魔咒缘起》） |
| 最令人失望编剧   | 高可、杨晓明（《李茂扮太子》）                          |
| 最令人失望男演员 | 常远                                                    |
| 最令人失望女演员 | 马丽                                                    |

### 第十四届
第十四届金扫帚奖于2023年5月18日公布获奖名单。因2022年上半年上映量减少，故本届“最令人失望影片”、“最令人失望导演”奖项减为一席。本届全部奖项均颁给《十年一品温如言》，此情况系金扫帚奖首次。
| 獎項             | 得主                                               |
| ---------------- | -------------------------------------------------- |
| 最令人失望影片   | 《十年一品温如言》                                 |
| 最令人失望导演   | 赵非（《十年一品温如言》）                         |
| 最令人失望编剧   | 焦婷婷（《十年一品温如言》）                       |
| 最令人失望男演员 | 丁禹兮（《十年一品温如言》）                       |
| 最令人失望女演员 | 任敏（《十年一品温如言》、《我是真的讨厌异地恋》） |

### 第十五届
第十五届金扫帚奖于2024年5月14日公布获奖名单。
| 獎項             | 得主                                                          |
| ---------------- | ------------------------------------------------------------- |
| 最令人失望影片   | 《超能一家人》 《倍儿喜欢你》 《可不可以不要离开我》          |
| 最令人失望导演   | 宋阳（《超能一家人》） 王子鸣、萧飞（《可不可以不要离开我》） |
| 最令人失望编剧   | 郭大雷（《倍儿喜欢你》）                                      |
| 最令人失望男演员 | 艾伦（《超能一家人》）                                        |
| 最令人失望女演员 | 陈乔恩（《可不可以不要离开我》）                              |

### 第十六届
第十六届金扫帚奖于2025年4月25日公布获奖名单。
| 獎項             | 得主                                           |
| ---------------- | ---------------------------------------------- |
| 最令人失望影片   | 《749局》 《红楼梦之金玉良缘》 《花千骨》      |
| 最令人失望导演   | 陆川（《749局》） 胡玫（《红楼梦之金玉良缘》） |
| 最令人失望编剧   | 陆川（《749局》）                              |
| 最令人失望男演员 | 包贝尔（《动物园里有什么？》、《大“反”派》）   |
| 最令人失望女演员 | 张淼怡（《红楼梦之金玉良缘》）                 |

## 备注
1. ↑  同时获得国产电影金扫帚十年“最令人失望影片”奖
2. ↑  同时获得国产电影金扫帚十年“最令人失望影片”奖
3. ↑  同时获得国产电影金扫帚十年“最令人失望影片”奖
4. ↑  导演毕志飞受邀几日后，决定拒绝现场领奖。[3]2019年十周年颁奖时毕志飞现场领奖。[4]
5. ↑  王宝强是自该奖项创办以来，首位到场领奖的大牌明星。[5][3][6]
6. ↑  陈乔恩在微博解释因在拍戏无法亲自领奖，为首位网络认领的明星
[7]